# Dolgoch Falls
Dolgoch Falls är ett vattenfall i Storbritannien.   Det ligger i riksdelen Wales, i den södra delen av landet, 290 km väster om huvudstaden London. Dolgoch Falls ligger 128 meter över havet.
Terrängen runt Dolgoch Falls är kuperad. Runt Dolgoch Falls är det ganska glesbefolkat, med 47 invånare per kvadratkilometer. Närmaste större samhälle är Dolgellau, 15,4 km nordost om Dolgoch Falls. Trakten runt Dolgoch Falls består i huvudsak av gräsmarker.